# Dayenne Mesquita
Pour les articles homonymes, voir Mesquita.
 (octobre 2016).
Dayenne Proença Mesquita, née le 23 septembre 1985 à Telêmaco Borba, est un mannequin et une actrice de télévision brésilienne connue sous le nom de Day Mesquita.

## Carrière

### Actrice
| TV    | TV                       | TV             | TV       |
| Année | Titre                    | Personnages    | Remarque |
| ----- | ------------------------ | -------------- | -------- |
| 2009  | Vende-se um Véu de Noiva | Eliana Vilela  |          |
| 2011  | A Vida da Gente          | Leticia        |          |
| 2012  | Cheias de Charme         | Stella         |          |
| 2013  | Além do Horizonte        | Fernanda       |          |
| 2014  | (Des)encontros           | Diana          |          |
| 2015  | Milagres de Jesus        | Maria          |          |
| 2015  | Os Dez Mandamentos       | Yunet          |          |
| 2016  | A Terra Prometida        | Ioná           |          |
| 2016  | O Negócio                | Flávia         |          |
| 2018  | Jesus                    | Maria Madalena |          |